# Одиссей (телесериал)
«Одиссея» — 12-серийный мини-сериал Стефана Джусти, снятый в 2013 году. Сериал является вольной экранизацией знаменитого эпоса Гомера «Одиссея» и повествует о длительном ожидании возвращения Одиссея его семьей, параллельно показаны интриги и заговоры, к которым прибегают женихи в надежде заполучить царский трон и без согласия Пенелопы на брак с одним из них.

## Сюжет
XII век до н. э. Десять лет спустя после окончания Троянской войны, Улисс, царь острова Итака, до сих пор не вернулся домой. Только члены семьи Улисса и преданные слуги продолжают верить, что он ещё жив: его верная жена Пенелопа, сын Телемах, который едва знал отца, Лаэрт, престарелый отец Улисса, и Ментор, воспитатель Телемаха.
Чтобы восстановить порядок на Итаке, женихи заставляют Пенелопу снова выйти замуж, и тем самым назначить нового царя. Царица сомневается: должна ли она пожертвовать любовью к мужу ради его царства? Телемах страдает от издевательств женихов и пытается доказать, что он достоин славы своего отца. Женихи пытаются объединиться, но этот союз очень хрупкий, ведь каждый жаждет трона. Среди немногих, прибывших после окончания войны на единственном, уцелевшем из флота Улисса корабле, во дворце прислуживает Эвринома, личная рабыня Пенелопы, выжившая племянница Приама. Она желает воспользоваться напряжением и отомстить за смерть своих близких. Клея, дочь Эвриномы, не рвется уничтожить род Улисса, потому что лишь смутно помнит о Трое и неожиданно влюбляется в Телемаха.
Женихи, устав от длительных ожиданий, решают заполучить трон подлым обманом, унизив Пенелопу слухами, что она изменила мужу с проезжим сказителем, которого сами же и направили к царице под предлогом рассказать о муже. Когда наконец Улисс возвращается, после недолгого счастья Пенелопы и Телемаха, царя ослепляет гнев и излишняя осторожность: он уверен, что никто не рад его возвращению, что все его предали. Телемах, вопреки чувствам к Клее, в угоду отцу вступает в брак с феакиянкой Навзикаей, дочерью Алкиноя и Ареты. Зная, что Навзикая спасла Улисса, Пенелопа ревнует её к мужу, считая, что Улисс пылает к девушке любовными чувствами.
Гнев доводит царя до безумия: не разбираясь, он расправляется с каждым, на кого падет подозрение в предательстве, не замечая явной правды; нарушает законы почитания богов. Жестокая расплата наступает очень скоро: на Итаку нападает Менелай. Сойдясь с захватчиком в поединке, Улисс получает смертельную рану, но убивает Менелая. Перед лицом смерти он понимает, насколько глубоко он ошибался в своих близких. Со спокойной душой он умирает на руках у Пенелопы в последний раз признавшись, что всю свою жизнь любил только её одну. Приняв бразды правления, Телемах обещает мир и процветание на Итаке. Пенелопа, опустошенная потерей любимого мужа, намерена прожить вдовой до скончания дней, ожидая встречи с ним в Загробном мире. Ослепший Гомер диктует своему писцу последние слова своей поэмы о великом герое.

## В ролях
- Алессио Бони — Улисс
- Катерина Мурино — Пенелопа, жена Улисса
- Нильс Шнайдер — Телемах, сын Улисса и Пенелопы
- Бруно Тодескини — Леокрит, жених Пенелопы и бывший соратник Улисса
- Жозеф Малерба — Ментор, бывший соратник Улисса и воспитатель Телемаха
- Салим Кешьюш — Орион, сын жениха Антиноя
- Огустен Легран — Антиной, жених Пенелопы
- Фредерик Кирин — Фиоскос, гадатель
- Карина Теста — Клея, рабыня, любовница Телемаха
- Карло Брандт — Лаэрт, отец Улисса
- Юго Венель — Лейод, жених Пенелопы и любовник Леокрита
- Виттория Сконьямильо — Эвринома, личная рабыня Пенелопы, мать Клеи, племянница Приама
- Амр Вакед — Евхаристос, сказитель
- Жереми Петрусь — Гомер, писец
- Филипп Мэймат — Паламед, друг Антиноя
- Витор Гонсалвес — Менелай, царь Спарты
- Фанни Пльяр — Майя, жрица Артемиды
- Николас Робин — Арист, сын жениха Долия
- Жюли Гайе — Елена, жена Менелая
- Нуно Лопес — Амфином, жених Пенелопы
- Луиш Лукас — Алкиной, царь феаков
- Винсан Акин — Кирос, боец
- Капуцина Делаби — Навзикая, дочь Алкиноя и Ареты, жена Телемаха
- София Грило — Арета, царица феаков, жена Алкиноя

## Расхождения с оригиналом
Телесериал является очень вольной экранизацией «Одиссеи», авторы взяли за основу только сюжет поэмы, освещая действие на Итаке. Странствия Одиссея, диктуемые писцу Гомеру, трактуются как выдумка самого Одиссея.
- На протяжении всего телесериала Одиссея называют Улиссом (под этим именем он известен древним римлянам), также полностью исключено вмешательство богов, которые играют ключевую роль в «Одиссее»;
- Женихи погибают от руки вернувшегося Одиссея во время принятия присяги, а не во время состязания с его луком, устроенном Пенелопой (сам эпизод состязания опущен);
- Отомстить за смерть женихов собираются не их престарелые отцы во главе с Евпифом, отцом Антиноя, а их сыновья во главе с сыном Антиноя, Орионом;
- Телемах вступает в брак Навзикаей, хотя любит рабыню Клею и женится на ней уже после смерти Одиссея. Данные повороты сюжета вероятно являются отсылкой к версиям о жене Телемаха: его женой была или Навзикая[1] или дочь Нестора Поликаста (которая очевидно и послужила прототипом рабыни Клеи)[2];
- Менелай хочет подчинить или захватить Итаку, чего на самом деле никогда не было;
- Одиссей погибает от руки Менелая на побережье, согласно послегомеровским сказаниям именно так Одиссея убивает его внебрачный сын Телегон[3][4].